# ݽ
Sīn petit chiffre quatre suscrit ‹ ݽ › est une lettre additionnelle de l’alphabet arabe utilisée dans l’écriture du bourouchaski. Elle est composée d’un sīn ‹ س › diacrité d’un petit chiffre quatre ‹ ۴ › suscrit.

## Utilisation
En bourouchaski, ‹ ݽ › représente une consonne fricative rétroflexe sourde [ʂ].